# Birgit Conix
Pour les articles homonymes, voir Conix.
Birgit Conix, née en 1965, est une femme d’affaires belge et directrice financière. Elle a notamment été directrice financière de Telenet Group d’octobre 2013 à juin 2018 et membre du conseil d’administration de Technicolor SA d’avril 2016 à septembre 2018.
Depuis juillet 2018, elle est l'actuelle directrice administrative et financière (DAF) de TUI Group.

## Biographie

### Formation
Birgit Conix est diplômée d’une maîtrise en administration des affaires de l’Université de Chicago (États-Unis). Elle est également titulaire d'un master of sciences de la Tilburg University (Pays-Bas). Son éducation résolument orienté business, lui a permis d'acquérir dès le début les meilleures compétences managériales. Un trait de personnalité inculqué dès son plus jeune âge par un père directeur chez Agfa-Gevaert.

### Carrière
Birgit Conix a vingt cinq ans d’expérience en finance dans de nombreux secteurs. Elle a notamment eu des missions à Amsterdam, Londres, Queretaro / Mexique, Madrid, Francfort et Düsseldorf.
De par ses différentes positions exercées géographiquement au cours de sa carrière, elle parle cinq langues couramment: le néerlandais, l’anglais, le français, l’espagnol et l’allemand.
En juillet 2018, Birgit Conix a rejoint le conseil d'administration de TUI AG. Auparavant, elle a occupé le poste de directrice financière du groupe belge de médias et de télécommunications Telenet, qu'elle avait pris en charge en octobre 2013. Elle a joué un rôle crucial dans les développements du groupe pour lequel elle a dirigé les opérations qui ont mené au rachat de Base, finalisé en février 2016, et de SFR Belux, finalisé en juin 2017. En parallèle, elle a aussi joué un rôle non négligeable dans la gestion de l’importante dette de l’entreprise, établie à plus de quatre milliards d’euros, lui permettant ainsi de garder un cap financier stable avec une forte croissance tant de l’ebitda que du flux de trésorerie disponible.
Avant de rejoindre Telenet, elle était depuis 2011 directrice financière principale pour la société de brasserie internationale Heineken, Europe de l'Ouest. De 1996 à 2011, elle a occupé divers postes de direction au sein de la société mondiale de soins de santé Johnson & Johnson. Elle a travaillé pour les divisions J&J Pharmaceutical et Medical Devices au niveau Europe, Moyen-Orient et Afrique et était vice-présidente des finances chez Janssen Germany, une filiale de J&J de 2004 à 2007. Avant J&J, elle a travaillé chez Tenneco et Reed-Elsevier en tant qu’auditrice interne et analyste financière.

## Reconnaissance
Birgit Conix a été nommé la première fois en 2013 puis à nouveau en 2018 où elle remportera cette année-là, le prix du meilleur CFO de l’année.